# Don DeLillo
Donald Richard DeLillo (Nueva York, 20 de noviembre de 1936), conocido como Don DeLillo,  es un escritor estadounidense conocido por sus novelas que retratan la vida de su país a finales del siglo XX y principios del XXI. Es considerado por la crítica especializada como una de las figuras centrales del posmodernismo literario.

## Trayectoria
Hijo de una familia de inmigrantes italianos, DeLillo nació en el barrio neoyorquino del Bronx. Su casa la habitaban once personas y, como él mismo recuerda, se lo pasaba "todo el tiempo en la calle"; cuenta también que su abuela, que vivió cincuenta años en Estados Unidos, nunca aprendió inglés.
Estudió en la Universidad de Fordham, del Bronx, en donde se graduó en 1958. Comenzó a escribir en un trabajo como guardia de un aparcamiento. Sus referencias literarias del principio fueron: James Joyce, William Faulkner, Ernest Hemingway y Flannery O'Connor.
DeLillo trabajó cinco años como redactor en la agencia publicitaria Ogilvy & Mather. Publicó su primer relato en 1960: "The River Jordan", en Epoch, la revista literaria de la Universidad Cornell. Empezó a escribir Americana, su primera novela, en 1966 y la publicó en 1971. Cuatro años después contrajo matrimonio con Barbara Bennett. Durante la década de los 70 vivió algunos años en Grecia; allí escribió Los nombres. 
El reconocimiento como escritor le llegó con la novela White Noise (que significa "ruido blanco" pero fue traducida al castellano como Ruido de fondo), publicada en 1985. A esa le siguieron, entre otras, la novela Libra (1988), Mao II (1991) y Submundo (1997), considerada su mejor obra. 
Después de publicar esa novela, se produce un "cambio sutil" en las obras de DeLillo, que se vuelven "más breves y meditativas", con "puentes que entroncaban con las artes visuales".
Cosmópolis (2003) "fue considerada como una incisiva exploración de los daños morales pos-11-S" y "se ha convertido en un texto profético que aisló las corrientes subterráneas que nos han llevado al presente colapso del sistema". David Cronenberg la adaptó al cine en 2012.
En 2010 apareció Punto Omega, en la que el protagonista reflexiona sobre la guerra en Irak, y al año siguiente sale su primer libro de cuentos, El ángel Esmeralda, una selección de nueve relatos de entre la veintena que ha publicado a lo largo de su vida en diversas revistas.

## Obras

### Novelas
- Americana (1971)
- Fin de campo (1972)
- La calle Great Jones (1973)
- La estrella de Ratner (1976)
- Jugadores (1977)
- Fascinación (1978)
- Los nombres (1982)
- Ruido de fondo (1985)
- Libra (1988)
- Mao II (1991)
- Submundo (1997)
- Body Art (2001)
- Cosmópolis (2003)
- El hombre del salto (2007)
- Punto omega (2010)
- Cero K (2016)
- El silencio (2020)

### Recopilaciones de cuentos
- El ángel Esmeralda (2011)

### Ensayos
- In the Ruins of the Future, Harper's Magazine, December 2001 — En las ruinas del futuro, sobre el atentado del 11 de septiembre de 2001; Circe, Barcelona, 2002
- Contrapunto (2004), tr.: Ramón Buenaventura; Seix Barral, Barcelona, 2005

### Teatro
- The Day Room (1986)
- Valparaíso (1999)
- Love-Lies-Bleeding (2005)
- The Word for Snow (2007)
- Teatro, tr.: Ramón Buenaventura y Otto Minera; Seix Barral, Barcelona, 2011; contiene todas las piezas de DeLillo:
  - Valparaíso, Sangre de amor engañado, El cuarto blanco y las obras de un minuto, El misterio en mitad de la vida ordinaria y El arrebato del deportista en su asunción al cielo

### Cine
- Game 6 (2005, guionista)
- The Rapture of the Athlete Assumed Into Heaven (2007, guionista)
- End Zone (2009, adaptación de su novela del mismo nombre)
- Cosmopolis (2012, adaptación de su novela del mismo nombre)
- Ruido de fondo (2022, adaptación de su novela del mismo nombre)

## Premios y reconocimientos
- Beca Guggenheim 1979
- Premio de la Academia Estadounidense de las Artes y las Letras 1984
- National Book Award 1985 por Ruido de fondo
- Aer Lingus International Fiction Prize 1989 por Libra
- Premio Faulkner 1992 por Mao II
- American Book Award 1998 por Submundo
- Premio Jerusalén 1999 por el conjunto de su obra
- Premio Internacional Riccardo Bacchelli por Submundo 2000
- Medalla Howells 2000 (Academia Estadounidense de las Artes y las Letras) por Submundo
- Common Wealth Award 2009
- Premio St. Louis 2010 (Universidad de San Luis)
- Premio PEN / Saul Bellow 2010
- Premio Carl Sandburg 2012
- The Story Prize 2012 por El ángel Esmeralda
- National Book Awards Medal for Distinguished Contribution to American Letters 2015